# 蘇芬互不侵犯條約

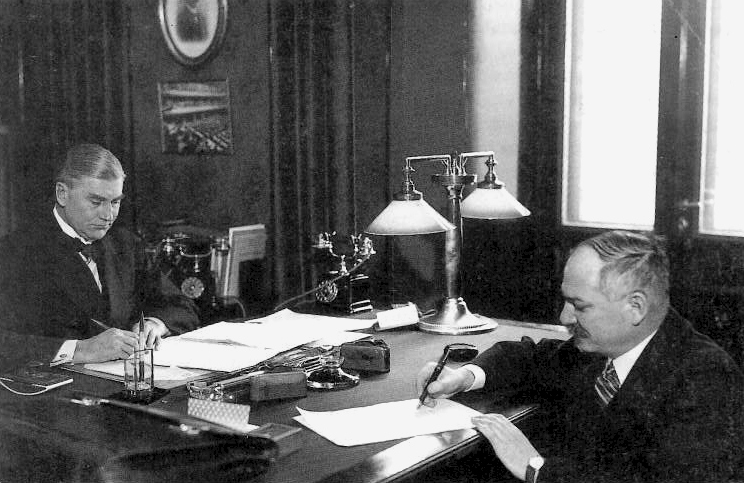
互不侵犯條約於1932年1月21日在赫爾辛基簽署。左方為芬蘭外交部長阿爾諾·于爾約-科斯基寧，右方是蘇聯駐赫爾辛基大使伊萬·麥斯基。

蘇芬互不侵犯條約是一份由蘇聯、芬蘭兩方代表於1932年簽訂的互不侵犯條約。1939年蘇聯進行軍事行動，砲擊其境內村莊迈尼拉，並聲稱芬蘭要對此進行負責，條約被蘇聯單方面宣布無效。

## 歷史
由於蘇聯希望尋求邊境的安全，在日本入侵滿洲里期間，蘇聯開始了與其歐洲鄰國進行簽署互不侵犯條約的談判。雖然芬蘭於於1932年1月21日才簽訂條約，是繼愛沙尼亞、拉脫維亞以及波蘭之後簽署條約的國家；條約於當年7月即告生效，使芬蘭成為條約最早生效的國家。條約雙方都保證尊重兩國的邊境並且同意保持中立。雙方也保證會和平、公正地對邊境爭議進行解決。
在1934年4月7日，雙方在莫斯科將條約有效期延長至1945年12月31日。條約由芬蘭外交部長阿爾諾·于爾約-科斯基寧和蘇聯外交部長马克西姆·马克西莫维奇·李维诺夫簽署。
1939年11月26日，苏军在一次假旗行动中炮击了边境附近的俄国村庄迈尼拉，并以此为借口于11月28日宣布條約無效。根據條約第五款，雙方應該提請聯合委員會對事件進行調查；雖然芬蘭提出了要求，但蘇聯予以拒絕。
两天后，苏军入侵芬兰，冬季戰爭爆發。

## 外部連結
- 1932年條約
  - 條約原文 （页面存档备份，存于） （法文） （英文）
  - 翻譯文本 （文）
- 1934年續約
  - 條約原文 （页面存档备份，存于） （法文） （英文） （俄文）
  - 翻譯文本 （文）